# Najlepsze z najlepszych: Święta z Disneyem
Najlepsze z najlepszych: Święta z Disneyem (ang. From All of Us to All of You) – amerykański film animowany z 2007 roku w reżyserii Raya Pattersona i Jose'a Dutillieu'a. Premiera filmu w Polsce odbyła się 24 grudnia 2010 roku na kanale TVP1 w bloku Disney! Cudowny Świat.

## Opis fabuły
Świerszcz Hipolit i Myszka Miki przypominają dzieciom najciekawsze przygody bohaterów bajek Disneya, a także piosenki w ich wykonaniu. W towarzystwie Piotrusia Pana oraz Wendy, Janka i Michasia najmłodsi widzowie wybierają się w magiczny lot nad Londynem. Z kolei mały Bambi uczy się jazdy na lodzie pod czujnym okiem Tuptusia. Maluchy odwiedzają też Pinokia i marionetkę złego Stromboli oraz przyglądają się przygotowaniom Kopciuszka do wielkiego balu. Na koniec maluchy wraz z kowbojem Chudym i Buzzem Astralem z filmu Toy Story 3 przedstawia dzieciom mieszkańców przedszkola Słoneczko. Mali widzowie obserwują ponadto, jak spełnia się marzenie Roszpunki, bohaterki filmu Zaplątani.